# Startgrid

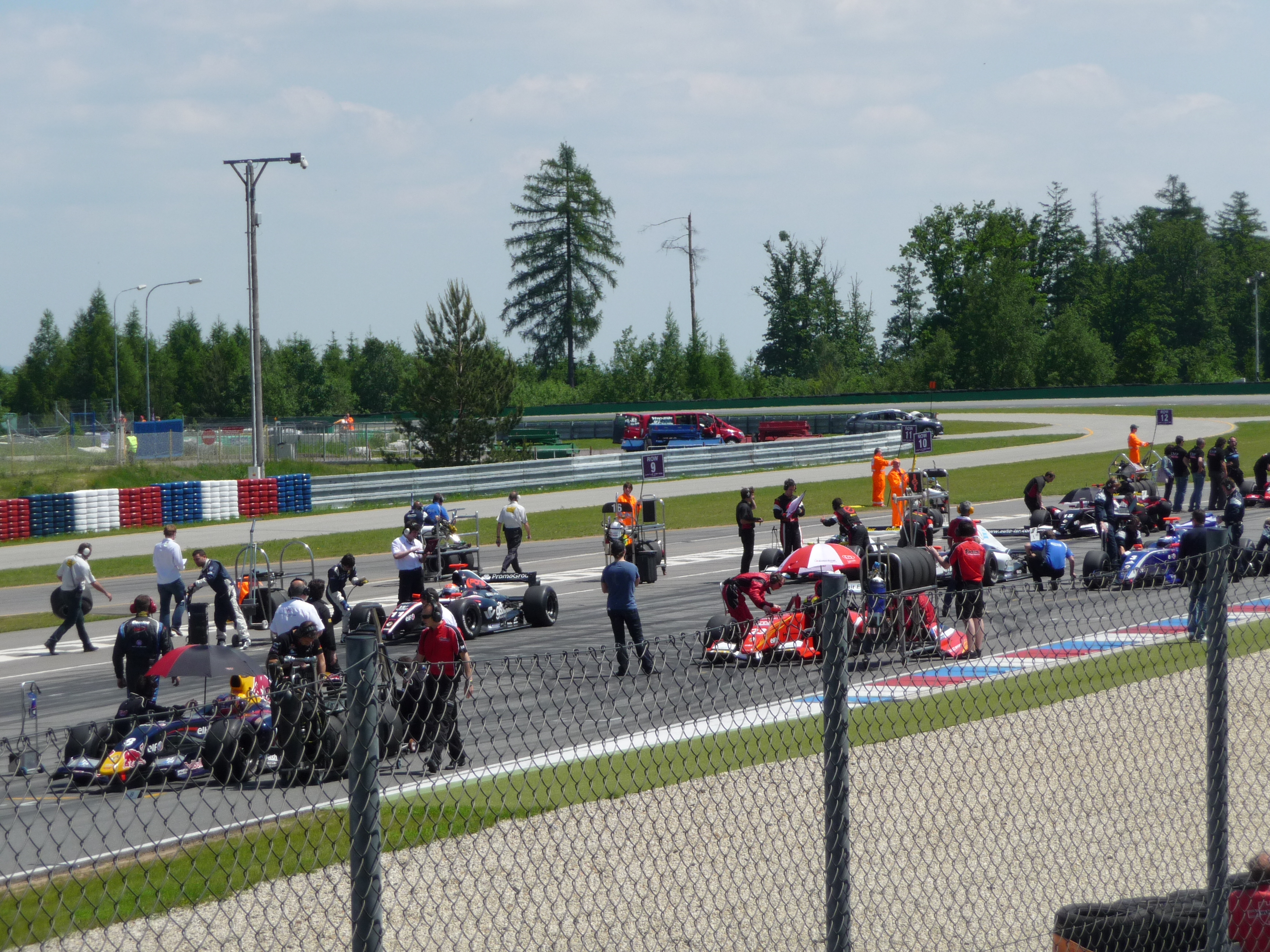
En bit av startgriden på Masaryk Circuit i Tjeckien, inför ett race i Formula Renault 3.5 Series 2010.

Startgriden, ofta benämnd grid, är den plats på en racerbana som utgör bilarnas eller motorcyklarnas startpositioner inför start i en motortävling med stående start. Startordningen bestäms av positionerna som förarna hade under kvalet inför tävlingen. Föraren med den snabbaste tiden får starta i pole position, som den första startpositionen kallas, tvåan snett bakom, trean bakom ettan och snett bakom tvåan, fyran bakom tvåan och snett bakom trean, och så vidare. Inom roadracing radas motorcyklarna dock upp i fyra led. Startpositionerna är utmålade med vita linjer och ofta står så kallade "grid girls" vid startpositionerna med en skylt med namnet och numret på den föraren som ska stå där.
Bilarna måste stå på startgriden ett tag innan formationsvarvet, varvet då förarna får värma sina däck och se till så att allt fungerar i bilen. En vanlig begränsning är femton minuter innan. Om föraren inte hinner dit i tid så kan denne få en bestraffning. Ett visst antal mekaniker får dock fortsätta arbeta på bilen när den står på griden, oftast måste de dock gå av banan när tre minuter återstår till formationsvarvet.

## Se även

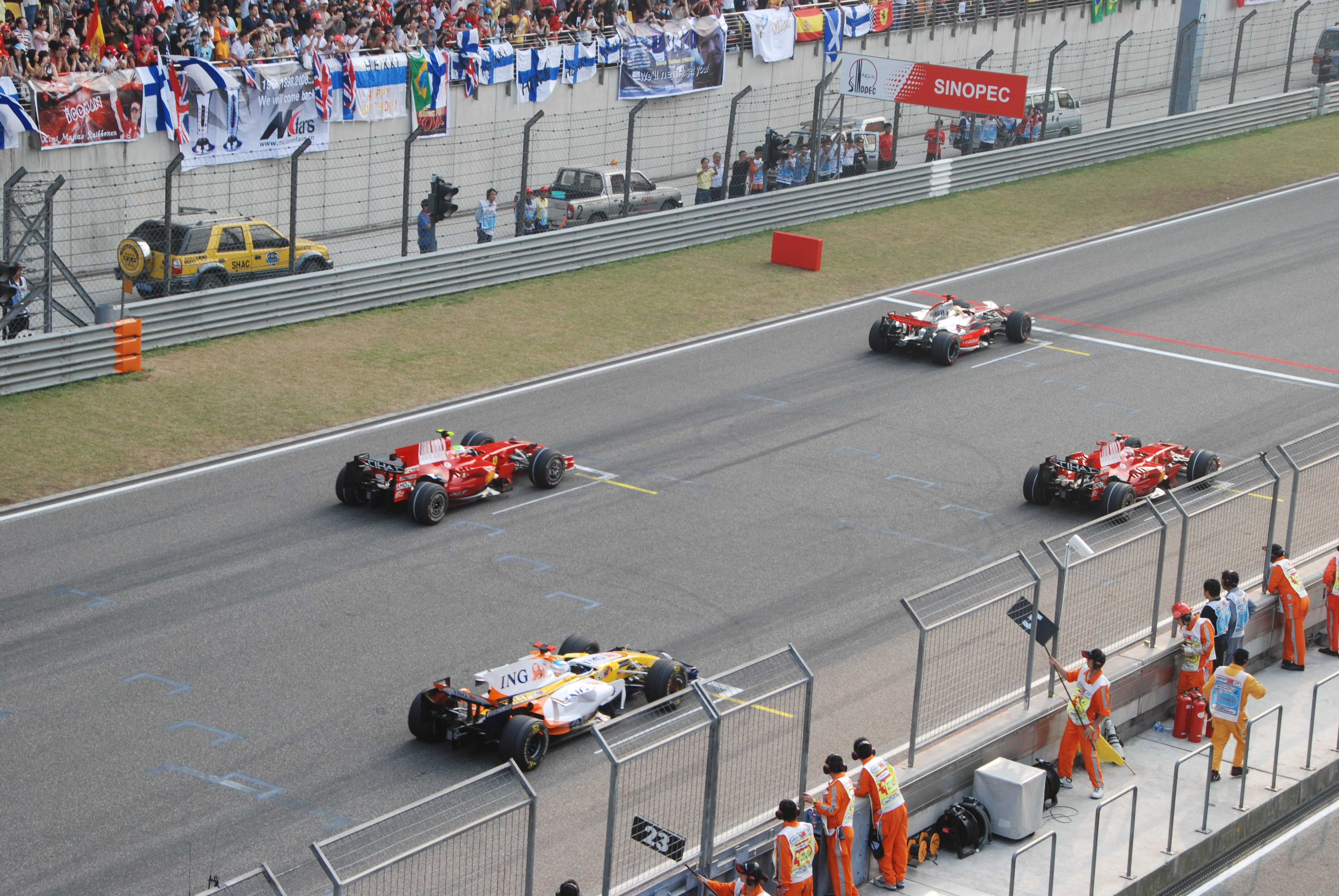
En bit av startgriden, precis innan start av Kinas Grand Prix 2008.